# Podocarpus woltzii
Podocarpus woltzii là một loài thực vật hạt trần trong họ Thông tre. Loài này được Gaussen miêu tả khoa học đầu tiên năm 1974.